# Jastrzębie (powiat brodnicki)
Jastrzębie – wieś w Polsce, położona w województwie kujawsko-pomorskim, w powiecie brodnickim, w gminie Bartniczka.

## Podział administracyjny
Do 1954 roku miejscowość była siedzibą gminy Jastrzębie. W latach 1954–1972 wieś należała i była siedzibą władz gromady Jastrzębie. W latach 1975–1998 miejscowość administracyjnie należała do województwa toruńskiego.

## Demografia
Według Narodowego Spisu Powszechnego (2011) liczyło 659 mieszkańców. Są trzecią co do wielkości miejscowością gminy Bartniczka.

## Historia miejscowości
Jastrzębie sięga swą historią 1. połowy XIII wieku. W 1239 r. – Jastrimbe, w 1317 r. – Jastrambe, Jastrebe, Jastrzambe, Jestrsam, w 1560 r. – Habichit, w 1570 r. – Jastrzębie, niem. Jastrzembie. Nazwa pochodzi od zajęcia mieszkańców osady służebnej – hodowli jastrzębi w celach łownych, których używano podczas polowań na drobną zwierzynę np. zające. Inną hipotezą jest stworzenie nazwy przez pierwszych osadników, którzy podczas karczowania lasów znajdowali liczne gniazda lęgowe jastrzębi. Miejscowość o średniowiecznej metryce, odnotowana w dokumentach w 1239 r., przy okazji potwierdzenia przynależności wsi z jeziorami do zamku w Świeciu. Pismo to adresowane było przez Bolesława Mazowieckiego do biskupa płockiego Güntera. W 1325 r. biskup Florian otrzymał od Zakonu wieś z 60 łanami na tym samym prawie, jakie posiadała wieś Orzechowo, w zamian za zaniechanie poboru dziesięciny z ziemi michałowskiej. Administracyjnie przynależała do komturstwa brodnickiego, później, w okresie polskim, do powiatu michałowskiego, klucza górznieńskiego. W 1317 r. Jastrzębie leżało na granicy między dobrami biskupa płockiego i zakonu krzyżackiego. W latach 1391–1403 wielki mistrz Konrad Wallenrod odkupił Jastrzębie za 666 grzywien od Kościoła i tym samym wieś przeszła na własność Zakonu (1396), po 1454 znowu znalazła się w rękach biskupów płockich. Parafia została erygowana z inicjatywy Krzyżaków na początku XIV w. W skład diecezji chełmińskiej weszła dopiero w 1821 r. Kościół z 1682 r., zbudowany został z fundacji Grzegorza Mioduskiego, miejscowego proboszcza i kanonika pułtuskiego, konsekrowany przez biskupa płockiego Ludwika Załuskiego w 1700 r., a zatytułowany św. Leonardowi Opatowi. Obecny pw. Nawiedzenia Najświętszej Maryi Panny zbudowano w 1821 r.

## Czasy wojen izaborów
Ziemia michałowska wraz z otoczeniem była miejscem wielu wydarzeń, które są nieodłącznym elementem historii Polski. Była kartą przetargową podczas konfliktów polsko-krzyżackich. Przyjmowała ciosy zadawane przez Szwedów, którzy próbowali zawładnąć Polską w XVII wieku (Bitwa pod Górznem). Po wizycie Napoleona Bonaparte w Brodnicy w styczniu 1807 roku i po wejściu w życie traktatu tylżyckiego powiat michałowski, w skład którego wchodziło Jastrzębie, stał się częścią Księstwa Warszawskiego. Jednak już w 1813 roku ziemię te zajęły wojska rosyjskie, a po upadku Księstwa Warszawskiego przeszły ponownie pod władzę Prus. Postanowienia kongresu wiedeńskiego przewidywały włączenie omawianych terenów do Wielkiego Księstwa Poznańskiego z szerszą autonomią i większymi swobodami narodowymi, stało się jednak inaczej i znalazły się ponownie w Prusach Zachodnich. Jastrzębie stało się wsią graniczną. Mieszkańcy wsi brali udział w przygotowaniach do powstań m.in. dostarczali broń. Częste z tego powodu były rewizje przeprowadzane w domach podejrzanych o działalność na szkodę państwa pruskiego.

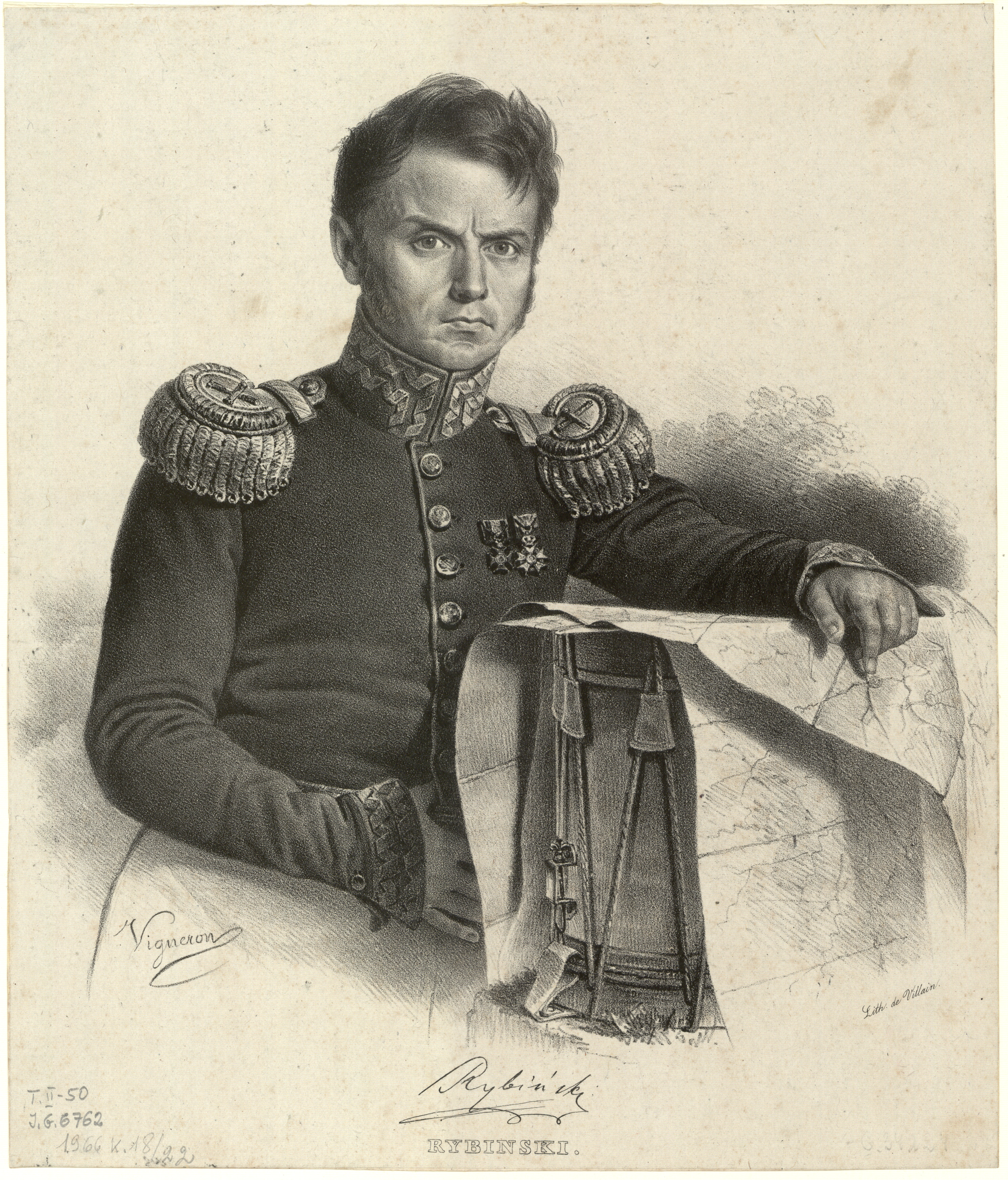
Generał Maciej Rybiński

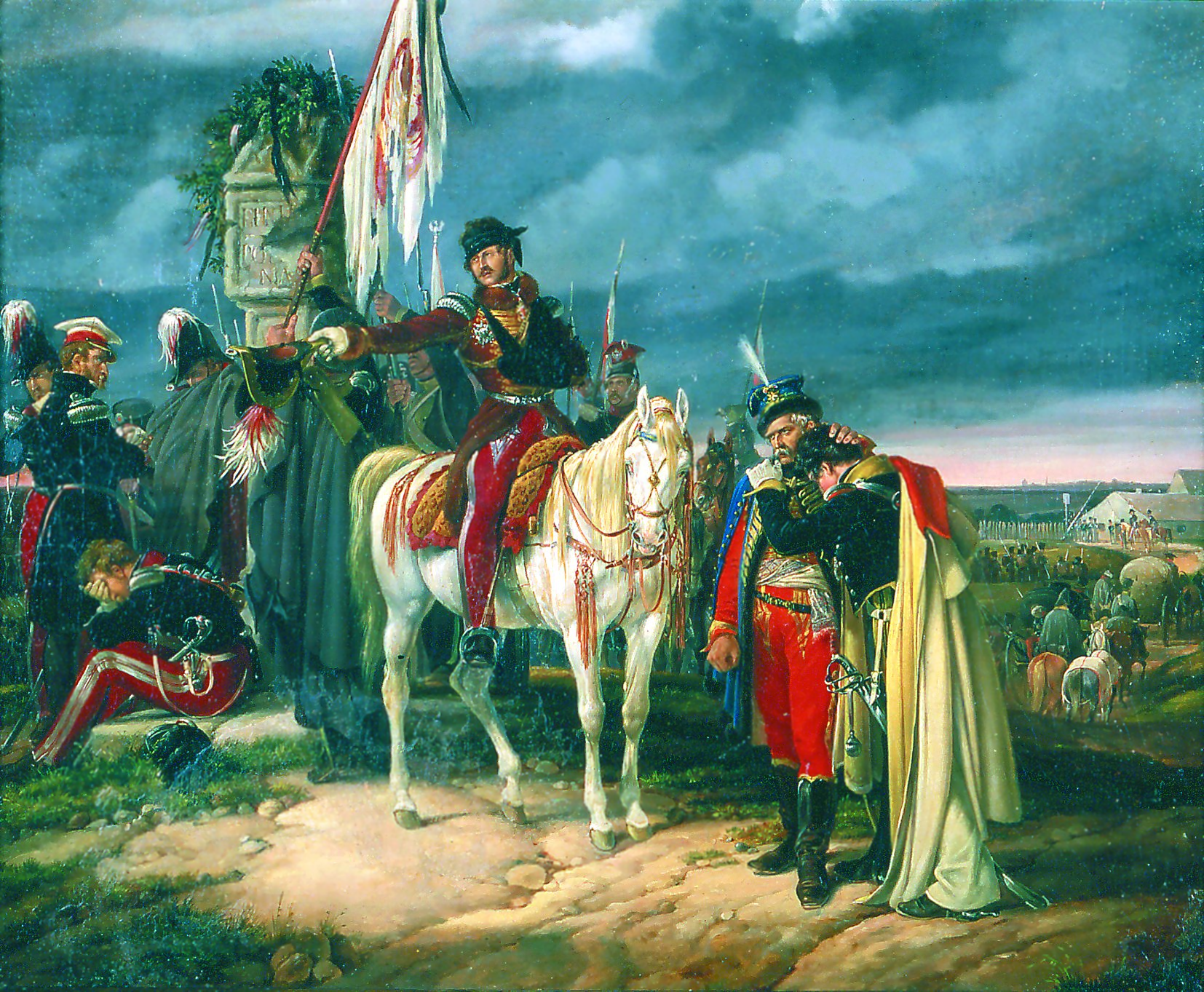
Finis Poloniae 1831, obraz Dietricha Montena, przedstawiający przekroczenie granicy z Prusami przez oddziały powstańcze

Niespełna miesiąc po oddaniu Warszawy pod Brodnicą rozegrał się ostatni akt powstania listopadowego. 5 października 1831 oddziały powstańcze pod dowództwem ostatniego wodza naczelnego powstania gen. dyw. Macieja Rybińskiego odbywszy naradę wojenną na plebanii w Świedziebni, przekroczyły granicę Królestwa Polskiego i Prus w miejscowości Bachor w okolicach Jastrzębia gdzie ogłosili kapitulację i złożyli broń. Armia liczyła jeszcze 19 871 ludzi, w tym: 9 generałów, 89 oficerów sztabowych i 416 młodszych oficerów. Granicę przejechało 95 armat z zaprzęgami, 5280 koni kawaleryjskich i 2556 koni artyleryjskich. Wraz z armią na emigrację udały się też władze powstańcze z ostatnim prezesem Rządu Narodowego Bonawenturą Niemojowskim, członkowie sejmu i liczni politycy m.in. Joachim Lelewel, oraz znani poeci: porucznik Wincenty Pol i Seweryn Goszczyński. Odchodząc na obczyznę świadczyli, że nie zrezygnują z podjętego celu. Po przekroczeniu granicy pruskiej na rzece Pissie żołnierze armii polskiej pod eskortą żandarmów pruskich zostali internowani w obozach na pod brodnickich Wapnach, jazda, artyleria i 4 Pułk Piechoty Liniowej Królestwa Kongresowego nad Drwęcą w okolicach Mszana, a część żołnierzy w zabudowaniach klasztoru franciszkanów w Brodnicy. W 1861 roku miejscowość była własnością Ludwika Hewelta, a od roku 1895 Ottona Flawitera. W 1863 roku wielu mieszkańców Jastrzębia i okolic wspierało toczące się za niedaleką granicą powstanie styczniowe. Organizowano transporty broni i zaopatrzenia, stąd też wyruszali liczni ochotnicy do oddziałów powstańczych. Po upadku powstań tracono nadzieje na wolność, ale gdy w roku 1914 wybuchła I wojna światowa Polacy dostrzegli szanse na odzyskanie wolności. Podstawą do prowadzenia działań wojennych była zapoczątkowana na przełomie XIX i XX wieku praca organiczna. W czasie gdy Prusacy prowadzili walkę z polska tożsamością poprzez antypolskie ustawodawstwo, Polacy imali się najróżniejszych sposobów obejścia zakazów i nakazów. Dzięki temu, że w 1862 roku w Brodnicy powstał bank spółdzielczy finansujący polskie rolnictwo, kupiectwo, rzemiosło i handel utworzono Dom Towarowy Bazar, który złamał monopol żydowski na handel i spowodował rozwój kupiectwa polskiego w Brodnicy – jednymi ze współzałożycieli byli mieszkańcy: Jastrzębia Franciszek Łaska, Antoni Manierowski i Jan Bauza. Jednak dopiero w styczniu 1920 roku oddziały wojska polskiego pod dowództwem Józefa Hallera wyzwoliły ziemie spod okupacji Grenzschutz Ost. Jednak już 15–19 sierpnia 1920 Jastrzębie zajmowały wojska bolszewickie. Wojska te dotarły do Brodnicy 15 sierpnia 1920, jednak dalsze jej postępy na tym terenie zostały wstrzymane w toku stoczonej bitwy pod Brodnicą, niebagatelnego wycinka wydarzeń odwracających bieg całej wojny polsko-bolszewickiej. W jej wyniku oddziałom wojska polskiego udało się wyzwolić powiat, a bolszewicy wycofali się w kierunku Lidzbarka.
| Imię i Nazwisko     | Szczególne zasługi |
| ------------------- | --- |
| Bauza Jan           | Dzierżawca jastrzębskiej Plebanki, komendant Straży Ludowej okręgu Jastrzębie. Więziony przez Grenzschutz Ost w Brodnicy za przemyt broni przez granice. |
| Bauza Jerzy         | Syn Jana, więziony przez Grenzschutz Ost w Brodnicy za przemyt broni przez granice, uwolniony przez Powiatową Radę Ludową. Wstąpił do wojska polskiego – informacja o jego służbie w historii wojennej 59 Pułku Piechoty Wielkopolskiej – sierżant z drużyny dowódcy III Batalionu. Ciężko raniony granatem podczas napadu ogniowego na miejscowość Połczyn, umarł 5 czerwca 1919 podczas amputacji nogi w szpitalu garnizonowym w Inowrocławiu. |
| Bauza Wojciech      | Syn Jana, brał udział w przemycie broni, amunicji oraz ochotników do wojska polskiego. |
| Buńka Antoni        | Pełnił służbę z bronią w ręku do czasu wkroczenia wojsk polskich. |
| Buńka Jan           | Pełnił służbę z bronią w ręku do czasu wkroczenia wojsk polskich. |
| Buńka Marian        | Pełnił służbę z bronią w ręku do czasu wkroczenia wojsk polskich. |
| Gosk Tomasz         | Proboszcz parafii Jastrzębie pochodzący z Dobrzejowic koło Lipna. Jako filomata rozwijał działalność obywatelsko-społeczną tj. współtworzył i czynnie uczestniczył w pracach Powiatowej Rady Ludowej, założył Gazetę Brodnicką, angażował się w przygotowaniach powiatu brodnickiego do przejęcia go przez władze polskie. Osobiście odebrał Niemcom urząd pocztowy w Jastrzębiu i przekazał go władzom polskim.                                 |
| Kulesza Leopold     | Pełnił służbę z bronią w ręku do czasu wkroczenia wojsk polskich. |
| Lewandowski Alojzy  | Pełnił służbę z bronią w ręku do czasu wkroczenia wojsk polskich. |
| Lewandowski Józef   | Starszy sierżant w 81 Pułku Strzelców Grodzieńskich, od stycznia 1919 r. ochotnik w 8 Pułku Piechoty Legionów aż do 19 lutego 1921. |
| Skonieczka Walenty  | Zbierał podatek narodowy i pracował na rzecz szerzenia oświaty. |
| Stawicki Józef      | Pełnił służbę z bronią w ręku do czasu wkroczenia wojsk polskich. Brał udział w przemycie przez pruską granicę broni, amunicji oraz tajnych dokumentów. |
| Szczepański Jan     | Pełnił służbę do czasu wkroczenia wojsk polskich. |
| Wąsikowski Jan      | Pełnił służbę z bronią w ręku do czasu wkroczenia wojsk polskich. |
| Wielgoszczeński Jan | Pełnił służbę z bronią w ręku do czasu wkroczenia wojsk polskich. |
| Zwoliński Sylwester | Pełnił służbę z bronią w ręku do czasu wkroczenia wojsk polskich. |

## Czasy II wojny światowej
W czasie II wojny światowej terror hitlerowski w stosunku do Polaków przejawiał się najtragiczniej jesienią 1939 r. Członkowie Selbstschutzu aresztowali wtedy 12 osób. Spośród nich zginęli trzej bracia Sowińscy, właściciele ziemscy z Gortatowa. Nauczyciel z Jastrzębia, Antoni Szymański zmarł w obozie Mauthausen-Gusen. Urna z jego prochami złożona na cmentarzu parafialnym w Jastrzębiu, a pamięć utrwalona tablicą pamiątkową w miejscowym gimnazjum. Dwóch aresztowanych zostało podczas okupacji zwolnionych z obozów koncentracyjnych. Uniknął aresztowania proboszcz ks. Tomasz Gosk. Jesienią 1939 r. gestapo skonfiskowało księgi parafialne, a w lutym 1940 r. władze okupacyjne skonfiskowały 117 ha gruntów uprawnych należących do parafii. Dzieła okupacyjnych zniszczeń dokończyli żołnierze sowieccy w styczniu 1945 r. Funkcjonariusze NKWD wyeliminowali przeciwników władzy ludowej i wprowadzając sowiecki system na opanowanych obszarach dokonywali aresztowań wielu Polaków w powiecie brodnickim, w tym czterech osób z parafii Jastrzębie. Internowani, przez obozy przejściowe, pieszo, pod konwojem, zostali skierowani do punktu zbornego w Ciechanowie. Stąd w wagonach towarowych, w kwietniu 1945 r. zostali wywiezieni w głąb Związku Radzieckiego, do łagrów w rejonie Uralu. Wszyscy internowani z parafii Jastrzębie zginęli, w tym: Bronisław Witkowicz z Jastrzębia, 17 kwietnia 1945 w Tule i Władysław Kulesza z Komorowa, 15 maja 1945 w Złotouście.

## Historia parafii

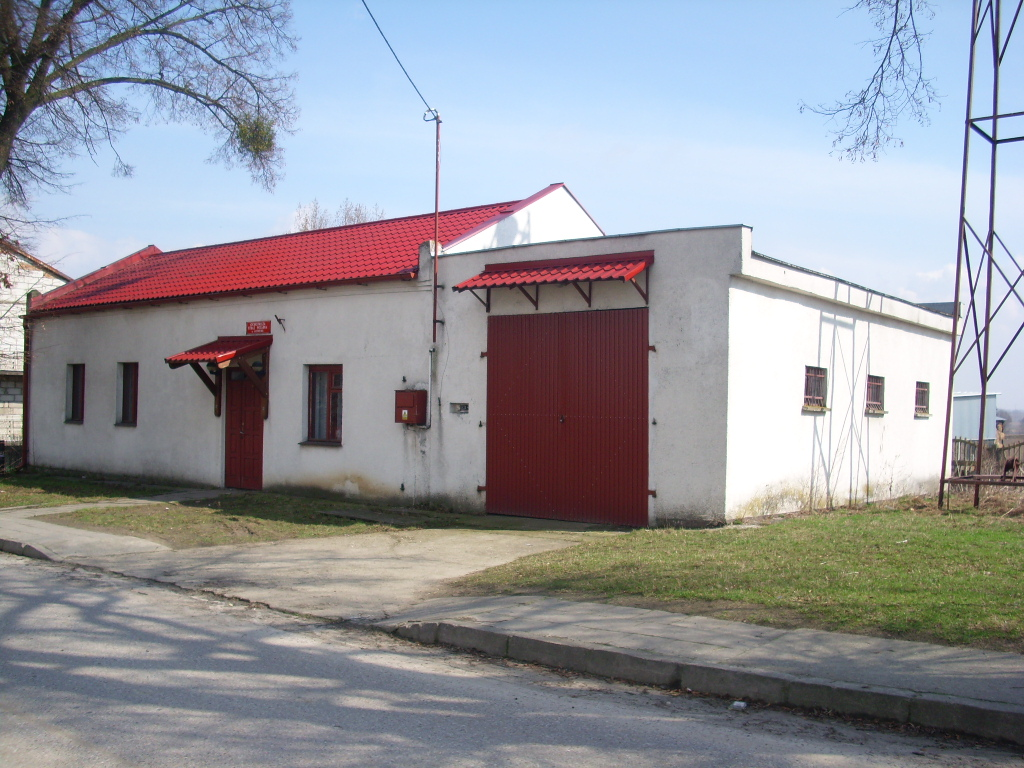
OSP w Jastrzębiu

Parafia Nawiedzenia Najświętszej Maryi Panny i bł. Księdza Stefana Wincentego Frelichowskiego w Jastrzębiu, założona na początku XIV w., stała się własnością biskupów płockich i do 1818 r. należała do diecezji płockiej. Poprzednie kościoły, także drewniane, wzniesiono w roku 1618 i 1682. Obecna świątynia pochodzi z 1821 r. W 1877 r. odnowiono i pomalowano wnętrze, w 1886 r. zmieniono pokrycie dachowe (pierwotnie gont) na dachówkę esówkę. W 1927 r. odnowiono wieżę, pokrywając ją blachą cynkową. Wnętrze kościoła było odnawiane w 1966 r., a całkowitą restaurację zewnętrzną rozpoczęto w 1991 r., pokrywając dach kościoła blachą miedzianą: kolejny remont konserwatorski rozpoczęto w roku 1994 – odkrywki i konserwacja pierwotnego wystroju malarskiego na ścianie wschodniej prezbiterium, na stropie oraz balustradzie chóru muzycznego. 19 czerwca 1998, uroczyście wprowadzono relikwie bł. Marii Karłowskiej – założycielki Zgromadzenia Sióstr Pasterek od Opatrzności Bożej, beatyfikowanej przez Jana Pawła II, 6 czerwca 1997 w Zakopanem. Parafia, podczas uroczystego nabożeństwa 2 grudnia 1999, które koncelebrował biskup ordynariusz diecezjalny Andrzej Suski, w obecności dziekana ks. prałata Bolesława Lichnerowicza, ziomka ks. kanonika Franciszka Lisińskiego, oraz siostry błogosławionego Marcjanny Jaczkiewskiej i rzeszy wiernych, otrzymała tytuł drugiego patron bł. Stefana Wincentego Frelichowskiego. W kościele znajduje się bulla beatyfikacyjna oraz relikwie patrona harcerzy beatyfikowanego 7 czerwca 1999 w Toruniu.

## Kościół parafialny

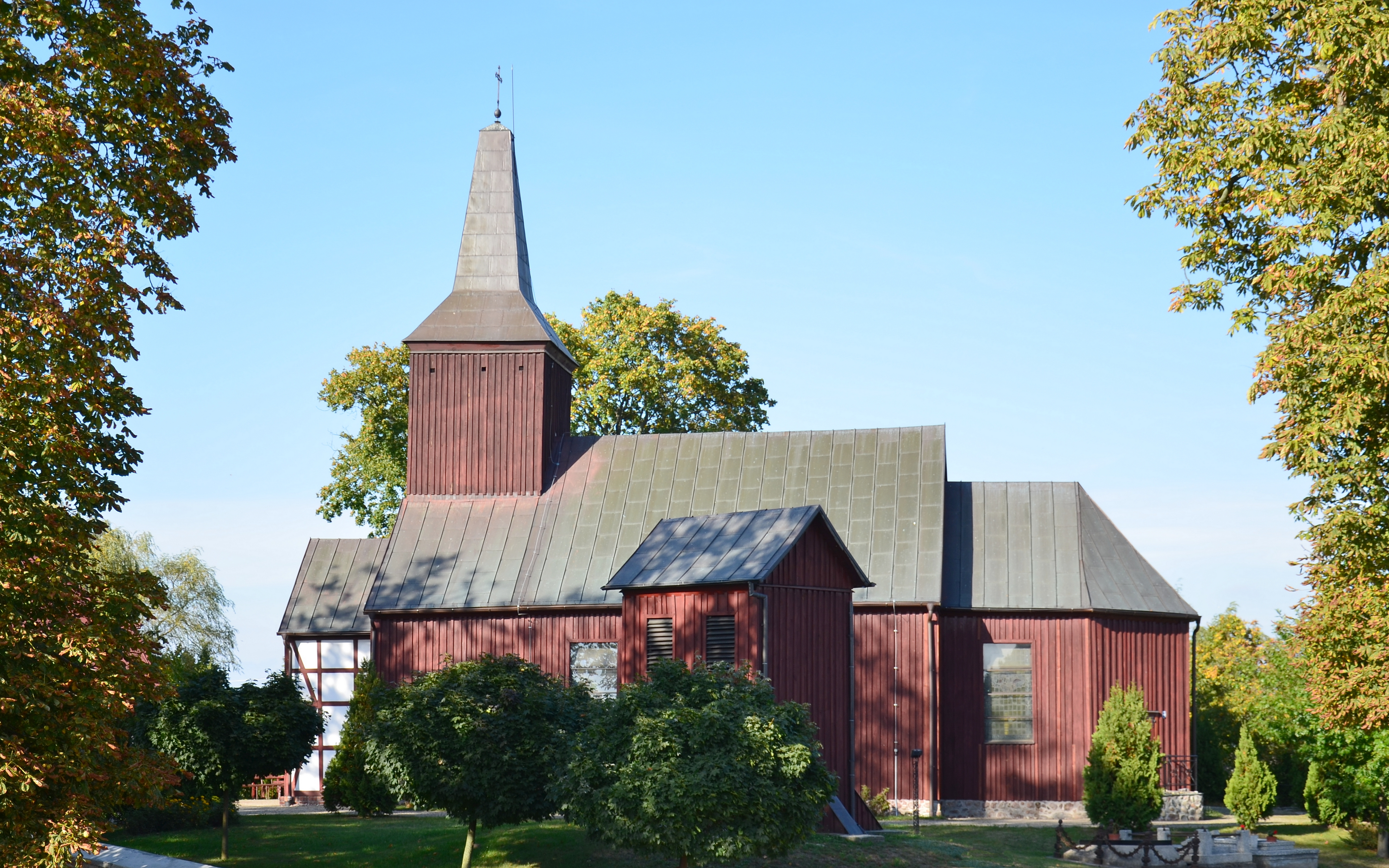
Kościół pw. Nawiedzenia Najświętszej Marii Panny w Jastrzębiu

Kościół orientowany, drewniany, wzniesiony w konstrukcji zrębowej i sumikowo-łątkowej, na podmurówce kamiennej. Korpus założony na planie prostokąta z węższym i niższym prezbiterium zamkniętym trójbocznie. Od strony zachodniej w korpusie wtopiona niska, kwadratowa wieża. Do szczytu zachodniego dostawiona w 1960 r. murowana kruchta z imitacją konstrukcji szachulcowej. Nad korpusem i kruchtą wejściową osobne dachy dwuspadowe, wieża kryta dachem namiotowym (blacha miedziana).

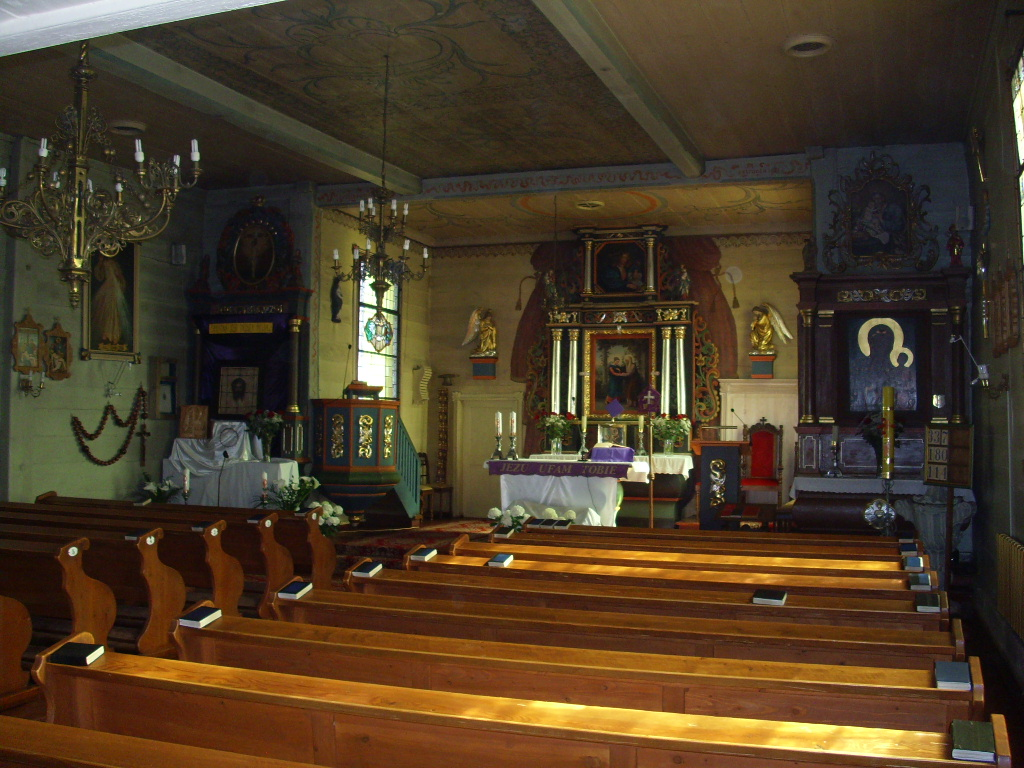
Wnętrze świątyni

Wnętrze kościoła nakryte płaskim stropem polichromowanym, w nawie z dwoma podciągami. Malatura pochodzi z 1858 roku. Od zachodu wybudowany chór muzyczny wsparty na ośmiu słupach. Prezbiterium przedzielone prostą ścianą za ołtarzem głównym. Zakrystia wydzielona między trójbocznym zamknięciem prezbiterium a prostą ścianą wewnętrzną. Nawę główną oświetlają cztery prostokątne okna wypełnione witrażami zaprojektowanymi i wykonanymi w 1964 roku przez Stanisława Powalisza. Witraże te przedstawiają: Pietę, Ofiarowanie w świątyni, Maryję Królową Polski i dwunastoletniego Jezusa nauczającego w świątyni. W prezbiterium na dwóch kolejnych witrażach znajdują się: Oko Opatrzności Bożej wraz z symbolami ewangelistów Łukasza i Jana oraz Duch Święty wraz z symbolami ewangelistów Marka i Mateusza. W 1994 roku, w kościele zawisły stacje drogi krzyżowej autorstwa Marka Romanowskiego – parafianina; a w 2003 roku z okazji 25-lecia pontyfikatu Papieża polaka, na miejscu dawnej organistówki, postawiono figurkę przedstawiającą Jana Pawła II wykonaną przez innego parafianina Pawła Olendra, który jest autorem figury św. Rocha oraz anioła będącego częścią drogi światła budowę, której zainicjował ks. Zbigniew Markowski.
Na wyposażenie składają się: polichromowany ołtarz główny i dwa boczne o cechach barokowej snycerki z 1. połowy XVIII w. Tłem ołtarza głównego jest namalowana czerwona kotara. Ażurowe ornamenty ołtarza nawiązują do wzornictwa manieryzmu niderlandzkiego i przedstawia powyginane, stylizowane wicie roślinne z fantazyjnymi kwiatami i pękami owoców, po obu stronach tabernakulum znajdują się herby fundatorów świątyni: Nałęcz i Larysza. Obrazy w ołtarzu głównym: Nawiedzenie z XIX wieku, zasłonowy Święta Trójca z przełomu XIX i XX wieku oraz w zwieńczeniu św. Jan Ewangelista z XVII wieku wszystkie namalowane przez nieznanych artystów techniką olejną na płótnie. Po obu stronach ołtarza wiszą na ścianie pozłacane anioły. W południowym ołtarzu bocznym Matka Boska Nieustającej Pomocy autorstwa ks. Marka Cześnina, zasłonowy Matka Boska Częstochowska z 1966 roku autorstwa ks. Franciszka Znanieckiego oraz w zwieńczeniu przedstawienie św. Józefa z XVII wieku w towarzystwie rzeźb św. Stanisława z XV wieku i niezidentyfikowanego świętego. W północnym ołtarzu Serce Jezusa z 1966 roku autorstwa ks. Franciszka Znanieckiego, zasłonowy to portret błogosławionego ks. Stefana Wincentego Frelichowskiego autorstwa Grażyny Zielińskiej, a w zwieńczeniu Ukrzyżowanie w otoczeniu figur złego i dobrego łotra. Ponadto na ścianie zawieszono XIX-wieczny obraz św. Antoniego padewskiego. Wyposażenie uzupełniają chrzcielnica o cechach rokokowych przedstawiająca wzburzone wody Jordanu podczas chrztu Jezusa z 1. połowy XIX w., ambona z XVIII wieku z ośmiobocznym polichromowanym koszem dekorowana snycerskimi emblematami i zamknięta u dołu szyszką, renesansowy kielich, monstrancja z 1738 roku oraz cztery lichtarze cynowe wykonane w XVIII w.
Organy pozytywowe o zewnętrznej oprawie neobarokowej i współczesnym jej wyposażeniu instrumentu z zespołem dźwięku w znacznej części uzupełnionym po zniszczeniach wojennych (2. połowa XIX w.) instrument: traktura mechaniczna, wiatrownica mechaniczno-zasuwkowa, miech pływakowy (nowszy), 7 rejestrów, 1 manuał.

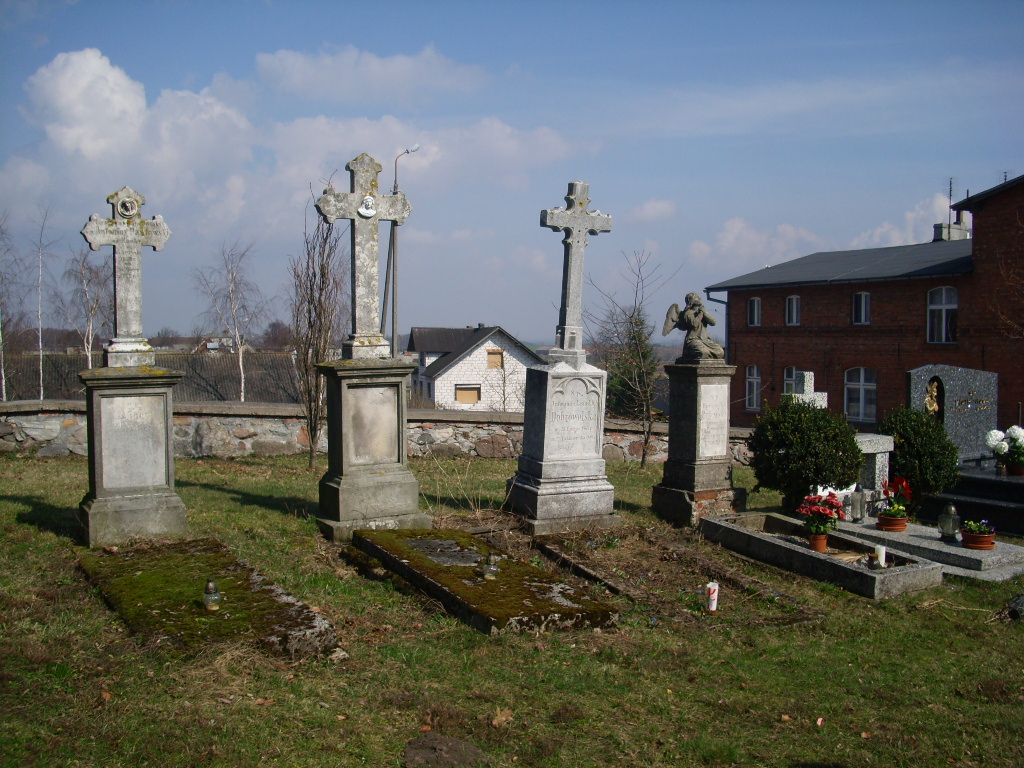
Zabytkowe nagrobki na cmentarzu przykościelnym

Na terenie przykościelnym znajduje się drewniana dzwonnica zbudowana w 1. połowie XIX w., odremontowana w 1993 r., wzniesiona w konstrukcji słupowo-ramowej, szalowana. Otwory okienne zamknięte prostokątnie. W niej zawieszony późnogotycki dzwon z 1510 r. z minuskułowym napisem O REX GLORIE(CHRISTE)XPE VENI CUM PACE MARIA oraz 100 kg dzwon Bł. ks. S. W. Frelichowskiego z 1997 roku.
Wokół kościoła znajduje się nieczynny cmentarz przykościelny z licznymi zabytkowymi nagrobkami z XVIII i XIX wieku. Niedaleko znajduje się także czynny cmentarz grzebalny z 1914 roku. Założony na planie regularnego prostokąta z aleją główną i sześcioma bocznymi dzielącymi teren na osiem kwater. Cmentarz powiększono w 1994 roku (poświęcenia dokonał biskup Jan Chrapek) oraz w 2009 roku. Posiada wystrój parkowy i w przeciwieństwie do przykościelnego nie posiada zabytkowych nagrobków. Kaplica cmentarna została zbudowana w maju 1937 roku staraniem proboszcza ks. Tomasza Goska. Latem 1997 roku dokonano kapitalnego remontu, umieszczono w jego wnętrzu ołtarz – kamień granitowy z kagankami. Zwieńczeniem fasady jest sygnaturka, w której zawisł odnaleziony, mały przestrzelony w czasie wojny dzwon.
We wsi znajdują się drewniane, zabytkowe chaty oraz karczma z połowy XIX wieku. Naprzeciwko kościoła znajduje się wyjątkowy krzyż – karawaka z 1946 roku mający ustrzec wieś przed zarazami, która przyczyniły się do śmierci wielu ludzi na terenie ziemi michałowskiej w ostatnim ćwierćwieczu XIX wieku. Okolica bogata jest w liczna kapliczki przydrożne i krzyże.

## Szkoła Podstawowa

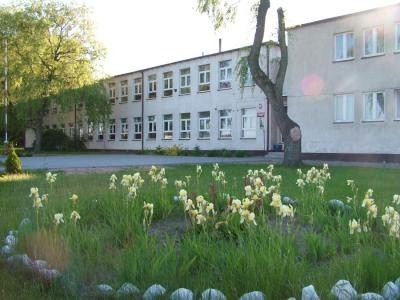
Szkoła Podstawowa w Jastrzębiu

W Jastrzębiu znajduje się szkoła podstawowa. Wzmianka o pierwszej szkole w Jastrzębiu pochodzi z połowy XIX wieku i mowa w nim o szkole katolickiej, do której uczęszczało 68 dzieci. Szkoła działa w budynku szkoły-pomnika Tysiąclecia Państwa Polskiego otwartym 1 września 1964. W 1996 roku zyskała nowa salę sportową i bibliotekę. Przed 1964 rokiem zajmowała przedwojenny budynek w centrum wsi (Jastrzębie 6). Obecna szkoła podstawowa, podobnie jak działające do 2019 roku Publiczne Gimnazjum im. Romualda Traugutta są spadkobiercami bogatej historii działającej tu do 2001 roku Szkoły Podstawowej im. Romualda Traugutta oraz Szkoły Podstawowej im. Mikołaja Kopernika  w Nowych Świerczynach. Podobnie jak Gimnazjum w Świsłoczy, do którego uczęszczał dyktator powstania styczniowego, najlepsi uczniowie otrzymują złote medale. Tradycję tę zapoczątkowano w 2001 roku, a warunkiem otrzymania odznaczenia jest uzyskanie średniej ocen w I roku nie mniejszej niż 4,9, w II roku 5,0 i w III roku 5,1 oraz wzorowa ocena z zachowania przez cały czas nauki w gimnazjum. Laureat akcji Szkoła z klasą w roku szkolnym 2002/2003, organizowanego przez Fundacja Centrum Edukacji Obywatelskiej, Gazetę Wyborczą oraz Polsko-Amerykańska Fundacja Wolności. Przy szkole funkcjonuje filia gminnej biblioteki publicznej w Bartniczce.

## Gospodarka
Na terenie Jastrzębia działają również 2 duże firmy o kapitale niemieckim. Dzięki temu na terenie wsi i okolic jest stosunkowo niskie bezrobocie. Jastrzębie to jednak wieś typowo rolnicza, większość okolicznych mieszkańców zajmuje się uprawą pól oraz hodowlą zwierząt – trzody chlewnej i krów mlecznych.